# الفيصلية (المزاحمية)
الفيصلية، هي قرية من فئة (ب) تقع في محافظة المزاحمية، والتابعة لمنطقة الرياض في السعودية. وتبعد الفيصلية عن محافظة المزاحمية بمسافة تقارب () كم.